# Conure de Snethlage
Pyrrhura amazonum snethlage
Sous-espèce
Statut de conservation UICN

 VU  : Vulnérable
La Conure de Snethlage (Pyrrhura amazonum snethlage, synonyme : Pyrrhura snethlageae) est une sous-espèce de la Conure de Hellmayr (Pyrrhura amazonum), une espèce d'oiseaux de la famille des Psittacidae. Elle vit dans le bassin amazonien, au sud de l'Amazone.

## Étymologie
Son nom spécifique, snethlage (ou snethlageae) et son nom vernaculaire lui ont été donnés en l'honneur de l'ornithologue Emilia Snethlage (1868-1929), qui fut la première à reconnaitre le caractère distinctif de ces populations et qui a été pionnière dans l'étude de l'avifaune amazonienne.